# Biton persicus
Biton persicus är en spindeldjursart som först beskrevs av J. Birula 1905.  Biton persicus ingår i släktet Biton och familjen Daesiidae. Inga underarter finns listade.